# Károly Lovik
Károly Lovik (* 9. März 1874 in Budapest; † 19. April 1915 in Budapest) war ein ungarischer Schriftsteller und literarischer Übersetzer.

## Leben
Károly Lovik war gelernter Jurist. Er arbeitete als Journalist und Schriftsteller und galt als Pferde- und Jagdhundexperte. Neben den verfassten Fachbüchern zu Pferderennen und -zucht übersetzte er auch Puschkin, Turgenew, Tschechow und Oscar Wilde ins Ungarische. Seine Erzählungen und Romane gelten als ein Abbild seiner Zeit.

## Werke
- Levelesláda (Erzählungen, 1901.)
- Doktor Pogány (Roman, 1902.)
- A leányvári boszorkány (Roman, 1904.)
- A fecske meg a veréb (Erzählungen, 1905.)
- Az őszi rózsa (Erzählungen, 1907.)
- A kertelő agár (Roman, 1907.)
- Az aranypolgár (Roman, 1908.)
- Vándormadár (Roman, 1909.)
- Egy barátságos ház története (Roman, 1911.)
- A préda (Roman, 1911.)
- Okosok és bolondok (Erzählungen, 1911.)
- A keresztúton (Erzählungen, 1914.)
- Egy elkésett lovag (Roman, 1915.)

### In deutscher Sprache erschienen
- Der gerissene Windhund (2 Romane: A kertelő agár [1907; dt. Der gerissene Windhund] und Az aranypolgár [1908; dt. Der Goldbürger]); Budapest/Wien, Kortina 2008, ISBN 978-3-9502315-8-8